# Kfar Kana
Kfar Kana (în ebraică כפר כנא, în arabă كفر كنا ) este un orășel arab din Israel, cu statut de "consiliu local" din 1968, situat în Galileea inferioară, la 6 km nord-est de Nazaret. Are o populatie de circa 18,000 locuitori (2006). 
Este asociat cu satul Cana Galileii, unde potrivit Noului Testament, a transformat Iisus apa în vin.

## Istorie
Așezarea antică Kana din Canaan este menționată încă în כתבי המארות de pe tăblițele de le Tel al Amarna din Egipt.
În  perioada Primului Templu exista aici o așezare evreiască (israelită), la fel și în perioada celui de-al doilea Templu, asa cum reiese din scrierile lui Iosephus Flavius (Yosef ben Matityahu). Acesta din urmă a locuit în localitate și a întărit-o în vreme ce a fost guvernator al Galileei în anii Marii revolte a evreilor împotriva romanilor.. 
Așezarea a continuat să existe în timpul Amoraimilor si în întreaga perioada a scrierii Mishnei și Talmudului.
După tradiția iudaică, aici au fost îngropați învățați talmudiști însemnați ca Rava și Rav Huna. S-ar mai fi așezat aici și garda (mishmeret)de preoți cohanim Eliashiv. 
Lângă localitate se află mormântul lui Raban Shimon ben Gamliel.
În epoca bizantină s-au așezat aici și creștini. Există ruinele unei biserici din secolul al VI-lea. Sub aceasta s-a descoperit pavimentul mozaicat al unei sinagogi din secolul al IV-lea.
În evul mediu localitatea a devenit un punct de tranzit pe drumul dintre Egipt și Siria, iar în secolul al XVI-lea a cunoscut prosperitate datorită atelierelor de vopsire a țesăturilor.  
După recensământul otoman din 1555 locuiau la Kfar Kana 375 familii creștine și 65 familii de evrei, o parte din ele provenind din evreii izgoniți din Peninsula Iberică. 
După câte se pare în secolul al XVII-lea comunitatea evreiască din localitate și-a încetat existența.
În secolul al XIX-lea pe locul vechii biserici din veacul al VI-lea a fost înălțată o biserică catolică, de asemenea a fost construită în Kana și o biserică ortodoxă.